# 石川県道210号清水小坂線
石川県道210号清水小坂線（いしかわけんどう210ごう しみずこさかせん）とは、石川県金沢市内を通る一般県道（石川県道）である。

## 概要
- 起点：石川県金沢市若松町マ70番地先（＝石川県道27号金沢井波線交点）
- 終点：石川県金沢市大樋町35番4地先（＝大樋町交差点・国道359号交点）

金沢市北東部の山間部から、金腐川に沿って造成された新興住宅団地前を経て、東金沢地区を結ぶ。起点は、金沢市戸室新保の金沢市戸室新保埋立場の北。金腐川にそって北西に進む。小二又町や牧町などの山間部を経て、山王団地前、金沢市立夕日寺小学校前、御所ニュータウン前を経て、国道159号（金沢外環状道路）の東長江ICに至る。その後、御所町西交差点から、金腐川左岸の住宅地を経て、終点の大樋町交差点に至る。

## 歴史
- 1960年（昭和35年）10月15日 - 路線認定。
- 2024年（令和6年）1月1日 - 能登半島地震が発生。金沢市御所町で不通となった[1]。

## 接続道路
- 石川県道27号金沢井波線（金沢市若松町：起点）
- 国道159号（国道249号、国道304号と重複）金沢東部環状道路（金沢外環状道路山側幹線）（金沢市東長江町・東長江IC）
- 国道359号（金沢市大樋町・大樋町交差点：終点）

## 通過する自治体
- 石川県
  - 金沢市

## 周辺施設
- 金腐川
- 金沢市戸室新保埋立場
- 戸室リサイクルプラザ
- 金沢市戸室スポーツ広場
- カガライト工業
- 金沢セントラルカントリー倶楽部（ゴルフ場）
- 石川ライト工業
- 夕日寺健民自然園
- 夕日寺公民館（旧金沢市立夕日寺小学校舎）
- 山王団地
- 金沢市立夕日寺小学校
- 御所ニュータウン
- 星稜女子短期大学
- 高田団地
- 星稜幼稚園
- 石川県立金沢桜丘高等学校
- 金沢星稜大学
- 星稜高等学校・中学校
- 日本年金機構 金沢年金相談センター・石川事務センター
- NTT鳴和ビル
- 金沢市立鳴和中学校
- 石川県立武道館
- 金沢公共職業安定所（ハローワーク金沢）